# Eumorpha elisa
Eumorpha elisa là một loài bướm đêm thuộc họ Sphingidae. Nó được tìm thấy ở México và Guatemala.
Ấu trùng có thể ăn grape và vine species.

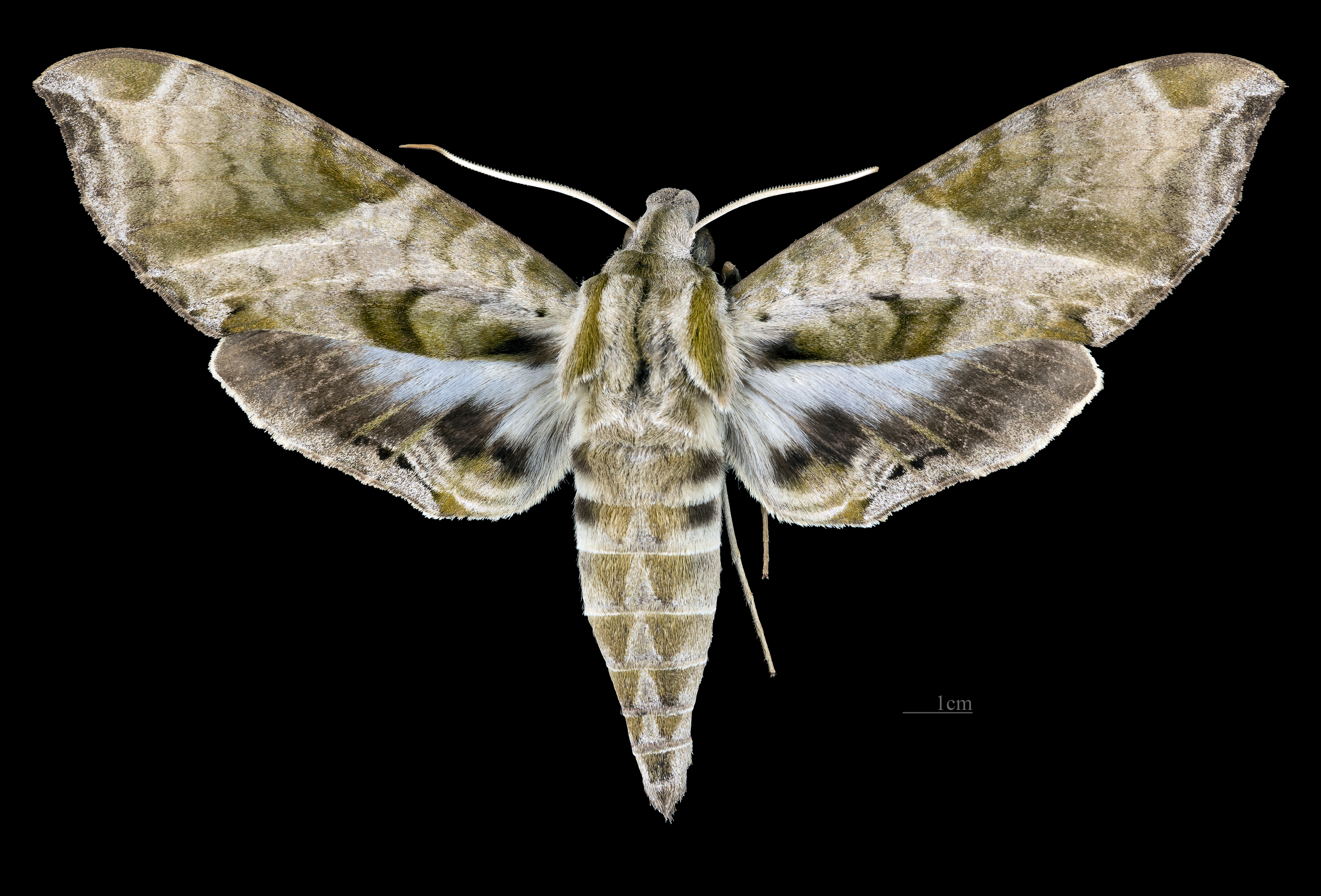
Eumorpha elisa ♂
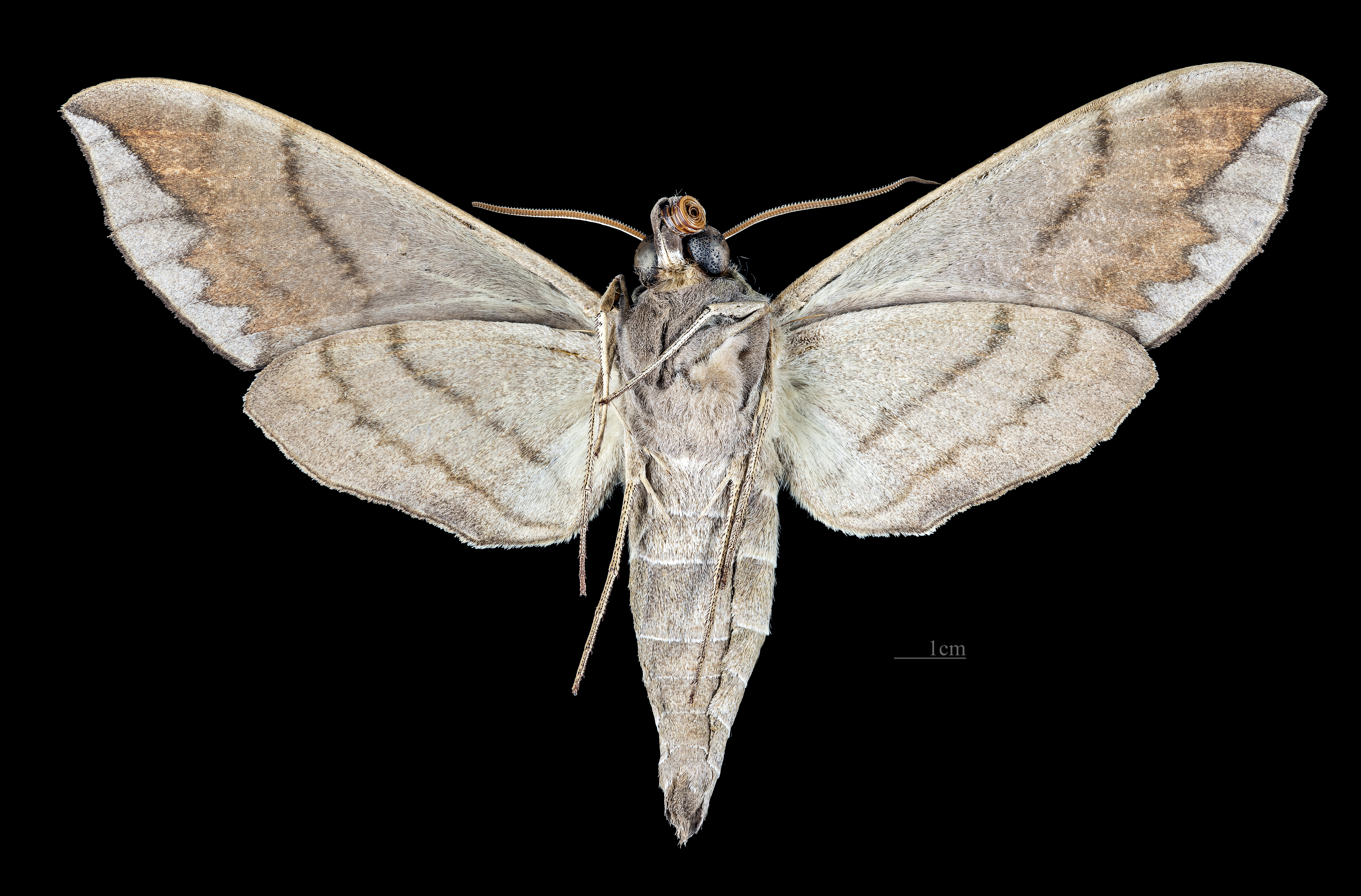
Eumorpha elisa ♂ △